# ساندیپ کیشان
ساندیپ کیشان (به انگلیسی: Sundeep Kishan) (زاده ۷ مهٔ ۱۹۸۷) بازیگر هندی است.
از کارهای معروف او می‌توان به بازی در فیلم‌های قطار ونکاتادری، نابغه، سایه‌ای که رهایت نمی‌کند، مایکل، د برای دزدی و کاپیتان میلر اشاره کرد.